# John Michael McConnell

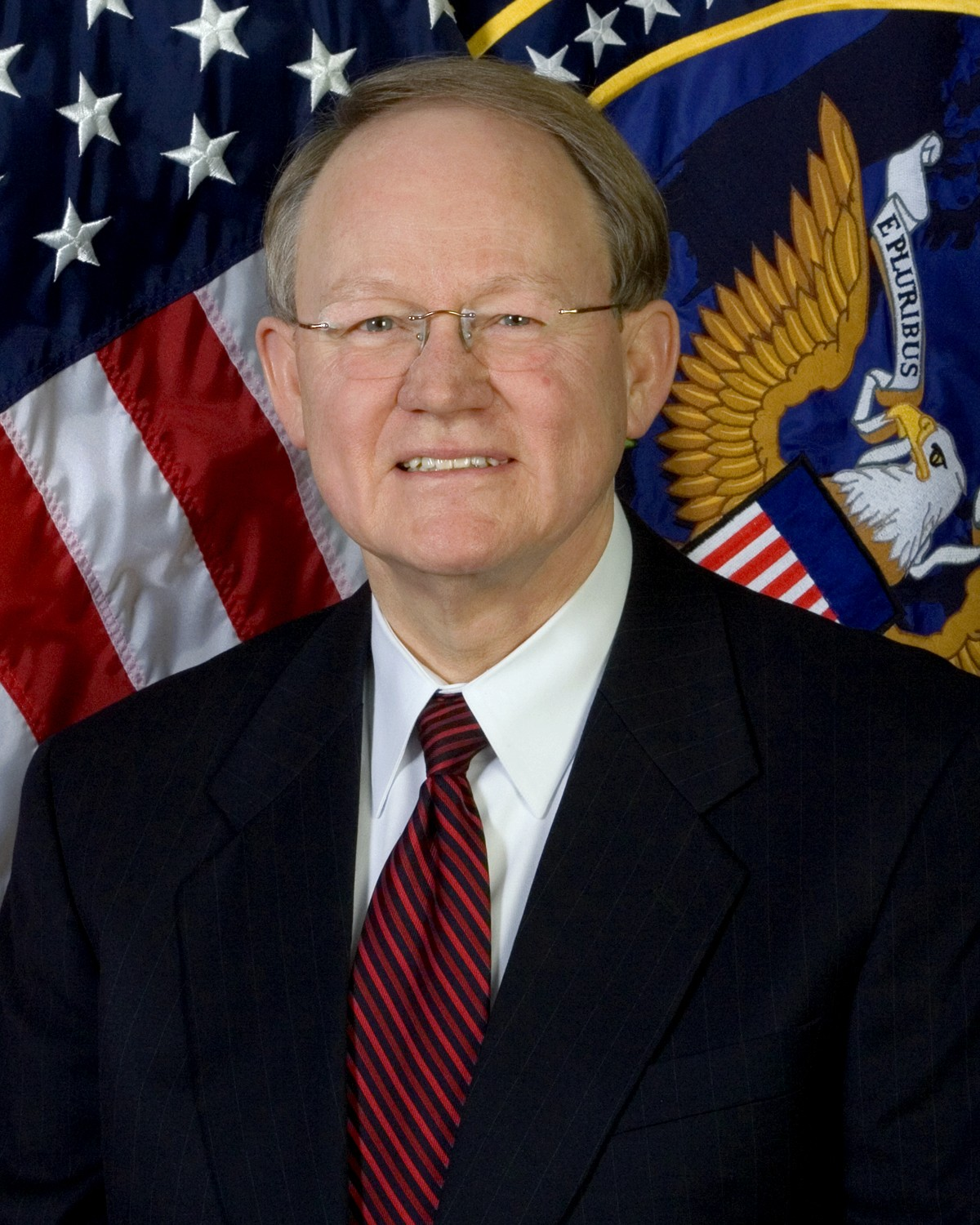
Mike McConnell (2007)

John Michael „Mike“ McConnell (* 26. Juli 1943 in Greenville, South Carolina) ist ein ehemaliger US-amerikanischer Vice Admiral (Dienstzeit: 1967–1996) und hoher US-Regierungsbeamter. Am 13. Februar 2007 wurde er von Präsident George W. Bush als der Director of National Intelligence (DNI) vereidigt und trat dieses Amt am 20. Februar an. Vom 22. Mai 1992 bis 22. Februar 1996 war er der Direktor der National Security Agency (NSA).

## Leben
McConnell wuchs in South Carolina auf und studierte am North Greenville Junior College, Verwaltungswissenschaft an der George Washington University, Globale Kommunikation an der National Defense University, Strategic Intelligence am National Defense Intelligence College und Volkswirtschaft an der Furman University.

## Auszeichnungen
Auswahl der Dekorationen, sortiert in Anlehnung der Order of Precedence of Military Awards:
- Defense Superior Service Medal
- Legion of Merit (2 ×)
- Meritorious Service Medal (2 ×)
- Navy & Marine Corps Commendation Medal (2 ×)

## Karriere
- Naval Investigative Service, Japan, 1967–1968
- Commander of Middle East Force Operations, 1971–1974
- Executive assistant to Director of Naval Intelligence, 1986–1987
- Chief of Naval Forces Division at National Security Agency, 1987–1988
- Director of Intelligence (N2) Commander in Chief Pacific Fleet, 1989–1990
- Intelligence Director for Joint Chiefs of Staff, 1990–1992
- Director of National Security Agency, 1992–1996
- Senior Vice President Booz Allen Hamilton, 1996–2006
- Director of National Intelligence, seit 2007